# بوفيه
بوفيه (بالفرنسية: Beauvais)‏ (النطق الفرنسي: [bovɛ])، هي مدينة وبلدية في شمال فرنسا. وهي بمثابة عاصمة لإقليم واز، في منطقة بيكارديا. تقع بوفيه على بعد حوالي 75 كيلومترا (47 ميلا) من باريس. ويطلق على سكان المدينة بالفرنسية (Beauvaisiens).
بلدية بوفيه يبلغ عدد سكانها 54289 اعتبارا من العام 2012، وتم تقدير عدد سكانها من قبل المعهد الوطني للاحصاءات، وتصنف باعتبارها المدينة الأكثر اكتظاظا بالسكان في لإقليم واز، وثالث أكثر المدن سكانا في بيكارديا. ويبلغ عدد سكان مدينة بوفيه الكبرى عند حساب ضواحيها معها 103885 نسمة.

## الجغرافيا
تقع بوفيه عند سفح التلال المشجرة على الضفة اليسرى من نهر تيغا (بالفرنسية: Thérain)‏ الذي ينضم في نهايته مع نهر أفيلون.أسوارها القديمة تم تدميرها، وهي الآن تحيط بها الشوارع العريضة. وبالإضافة إلى ذلك، هناك منتزهات واسعة في الشمال الشرقي من المدينة.

## المناخ
يعتر مناخ بوفيه مناخا محيطيا (تصنيف كوبن للمناخ). متوسط درجة الحرارة السنوي هو 9.9 درجة مئوية (1961-1990)، يبلغ مقدار أشعة الشمس في المتوسط السنوي من 1669 ساعة (1991-2010). تلال براي تتعرض إلى هطول الأمطار. مقدار هطول الأمطار هو 669 ملم في المتوسط سنويا (1981-2010)، في حين يبلغ 800 ملم في المتوسط سنويا في براي. ومع ذلك، فإن تواتر الأمطار مرتفع. متوسط عدد الأيام في السنة التي يحدث فيها هطول الأمطار أكثر من 1 مم هو 116 يوما. بالنسبة إلى الضباب فهو غالبا موجود، ويقدر وجوده بحوالي 55 يوما في السنة.
| البيانات المناخية لـBeauvais (1981–2010 averages)         | البيانات المناخية لـBeauvais (1981–2010 averages) | البيانات المناخية لـBeauvais (1981–2010 averages) | البيانات المناخية لـBeauvais (1981–2010 averages) | البيانات المناخية لـBeauvais (1981–2010 averages) | البيانات المناخية لـBeauvais (1981–2010 averages) | البيانات المناخية لـBeauvais (1981–2010 averages) | البيانات المناخية لـBeauvais (1981–2010 averages) | البيانات المناخية لـBeauvais (1981–2010 averages) | البيانات المناخية لـBeauvais (1981–2010 averages) | البيانات المناخية لـBeauvais (1981–2010 averages) | البيانات المناخية لـBeauvais (1981–2010 averages) | البيانات المناخية لـBeauvais (1981–2010 averages) | البيانات المناخية لـBeauvais (1981–2010 averages) |
| الشهر                                                     | يناير                                             | فبراير                                            | مارس                                              | أبريل                                             | مايو                                              | يونيو                                             | يوليو                                             | أغسطس                                             | سبتمبر                                            | أكتوبر                                            | نوفمبر                                            | ديسمبر                                            | المعدل السنوي                                     |
| --------------------------------------------------------- | ------------------------------------------------- | ------------------------------------------------- | ------------------------------------------------- | ------------------------------------------------- | ------------------------------------------------- | ------------------------------------------------- | ------------------------------------------------- | ------------------------------------------------- | ------------------------------------------------- | ------------------------------------------------- | ------------------------------------------------- | ------------------------------------------------- | ------------------------------------------------- |
| الدرجة القصوى °م (°ف)                                     | 15.6 (60.1)                                       | 20.4 (68.7)                                       | 23.5 (74.3)                                       | 28.4 (83.1)                                       | 31.2 (88.2)                                       | 36.9 (98.4)                                       | 37.4 (99.3)                                       | 39.0 (102.2)                                      | 33.9 (93.0)                                       | 28.2 (82.8)                                       | 20.2 (68.4)                                       | 17.0 (62.6)                                       | 39.0 (102.2)                                      |
| متوسط درجة الحرارة الكبرى °م (°ف)                         | 6.3 (43.3)                                        | 7.3 (45.1)                                        | 11.1 (52.0)                                       | 14.3 (57.7)                                       | 18.2 (64.8)                                       | 21.2 (70.2)                                       | 23.9 (75.0)                                       | 23.9 (75.0)                                       | 20.2 (68.4)                                       | 15.5 (59.9)                                       | 10.1 (50.2)                                       | 6.6 (43.9)                                        | 14.9 (58.8)                                       |
| متوسط درجة الحرارة الصغرى °م (°ف)                         | 1.0 (33.8)                                        | 0.9 (33.6)                                        | 3.0 (37.4)                                        | 4.5 (40.1)                                        | 8.0 (46.4)                                        | 10.8 (51.4)                                       | 12.9 (55.2)                                       | 12.8 (55.0)                                       | 10.2 (50.4)                                       | 7.6 (45.7)                                        | 3.9 (39.0)                                        | 1.5 (34.7)                                        | 6.5 (43.7)                                        |
| أدنى درجة حرارة °م (°ف)                                   | −19.7 (−3.5)                                      | −16.8 (1.8)                                       | −12.1 (10.2)                                      | −5.4 (22.3)                                       | −2.2 (28.0)                                       | 1.2 (34.2)                                        | 3.6 (38.5)                                        | 3.9 (39.0)                                        | −0.5 (31.1)                                       | −5.0 (23.0)                                       | −10.9 (12.4)                                      | −15.7 (3.7)                                       | −19.7 (−3.5)                                      |
| الهطول مم (إنش)                                           | 57.5 (2.26)                                       | 45.5 (1.79)                                       | 53.4 (2.10)                                       | 48.6 (1.91)                                       | 58.9 (2.32)                                       | 57.1 (2.25)                                       | 54.0 (2.13)                                       | 51.7 (2.04)                                       | 54.2 (2.13)                                       | 63.8 (2.51)                                       | 56.1 (2.21)                                       | 68.6 (2.70)                                       | 669.4 (26.35)                                     |
| متوسط أيام هطول الأمطار                                   | 11.2                                              | 9.2                                               | 10.6                                              | 9.7                                               | 10.2                                              | 8.5                                               | 8.3                                               | 7.5                                               | 8.6                                               | 10.3                                              | 10.9                                              | 11.8                                              | 116.9                                             |
| متوسط الأيام المثلجة                                      | 4.7                                               | 4.1                                               | 3.3                                               | 1.0                                               | 0.1                                               | 0.0                                               | 0.0                                               | 0.0                                               | 0.0                                               | 0.0                                               | 1.6                                               | 3.0                                               | 17.8                                              |
| متوسط الرطوبة النسبية (%)                                 | 89                                                | 85                                                | 82                                                | 81                                                | 76                                                | 74                                                | 74                                                | 72                                                | 81                                                | 86                                                | 88                                                | 90                                                | 81.5                                              |
| ساعات سطوع الشمس الشهرية                                  | 65.2                                              | 76.7                                              | 124.0                                             | 171.5                                             | 198.9                                             | 211.8                                             | 217.4                                             | 210.1                                             | 162.0                                             | 112.2                                             | 66.9                                              | 52.6                                              | 1٬669٫4                                           |
| المصدر #1: Meteo France                                   |                                                   |                                                   |                                                   |                                                   |                                                   |                                                   |                                                   |                                                   |                                                   |                                                   |                                                   |                                                   |                                                   |
| المصدر #2: Infoclimat.fr (humidity, snowy days 1961–1990) |                                                   |                                                   |                                                   |                                                   |                                                   |                                                   |                                                   |                                                   |                                                   |                                                   |                                                   |                                                   |                                                   |

## توأمة
لبوفيه اتفاقيات توأمة مع كل من:
- تشَيڤ
- ميدستون
- سيتوبال
- فيتن (1975 - )
- ديج [الإنجليزية]‏

## أعلام
- سامبو ياتاباري
- كليمان لينغليه
- هوبير دو جيفنشي
- هنري لوبيغ
- ارنو ديمار

## وصلات خارجية
- الموقع الرسمي للمدينة
- الموقع الغير رسمي للمدينة

‌